# Cuauhtémoc (Colima)
Cuauhtémoc è un comune e città del Messico, situato nello stato di Colima.

## Storia
Quella che oggi è la città di Cuauhtémoc nasce alla metà del XIX secolo come  piccola ranchería
 lungo la strada che da Città del Messico arrivava al porto di Manzanillo e fungeva da stazione di posta e luogo di ristoro per i mandriani e i viaggiatori in transito. Fino al 1850 si chiamava Ranchos de San Jerónimo e nel 1870 fu elevata al grado di congregación. Nel 1879, il Congresso dello Stato di Colima le concesse il titolo di pueblo su richiesta dei suoi abitanti e la denominò Guatimozín, una variante del nome dell'ultimo tlatoani di Tenochtitlán, Cuauhtémoc, che era di uso comune nel XIX secolo. Fece parte del comune di Colima fino al 1º febbraio 1919 quando fu creato il nuovo municipio di Cuauhtémoc di cui fu designata capoluogo, cambiando ufficialmente il nome in Cuauhtémoc.
Durante la Rivoluzione messicana soggiornarono a Cuauhtémoc prima Francisco Madero e poi Álvaro Obregón nel corso delle loro campagne militari; fu inoltre uno dei principali teatri degli scontri della guerra cristera nello stato di Colima.